# Florodora
Florodora ist ein englisches Musical in zwei Akten, das 1899 im Londoner West End uraufgeführt wurde. Das Libretto verfasste Jimmy Davis (1853–1907) unter dem Pseudonym Owen Hall. Die Musik stammt von Leslie Stuart (1863–1928), wobei Paul Rubens (1870–1917) einige Lieder komponiert hat.

## Erfolg
Die Musikkomödie wurde ab November 1899 bis März 1901 insgesamt 455 Mal in London aufgeführt. In der  Saison 1900 startete es im Casino Theatre am New Yorker Broadway, dort sogar mit noch größerem Erfolg und 552 Aufführungen. Sie gilt als eine der erfolgreichsten und prägendsten Singspiele in der englischsprachigen Welt der Jahrhundertwende.
Berühmt und beliebt waren insbesondere das Doppel-Sextett mit dem Lied Tell Me Pretty Maiden sowie die tanzenden Florodora Girls.

## Handlung
Die Handlung spielt auf einer winzigen philippinischen Insel namens Florodora, auf der sich eine Parfüm-Fabrik befindet. Hier wird aus den Blüten der Florodora-Blume das beliebte Parfüm Florodora hergestellt. Besitzer von Insel wie Fabrik ist der skrupellose amerikanische Geschäftsmann Cyrus W. Gilfain, der beides seinerzeit von Dolores Familie ergaunert hatte. Ihr Bestreben ist es nun, ihr legitimes Erbe zu erhalten, sowie Gilfains Geschäftsführer, Lord Frank Abercoed, zu heiraten.

## Verfilmung
Im Jahr 1930 wurde es zum Vorbild für einen Spielfilm, The Florodora Girl, in dem Marion Davies (1897–1961) die Titelrolle spielte.